# Torre des Moros
La torre des Moros, también llamada torre de Can Magí, es un edificio del municipio de Tosa de Mar, Cataluña (España). Se trata de una pequeña edificación de piedra enlucida de doble altura y planta circular, situada sobre las peñas más altas del monte de Can Magí (puig de Can Magí). La torre forma parte del Inventario del Patrimonio Arquitectónico de Cataluña.

## Descripción
La torre des Moros, situada encima de un pequeño terraplén, tiene 8 metros de altura y 6 metros de diámetro. Dispone de una entrada elevada, dos niveles de aspilleras, cuatro aleros y una terraza en el piso superior.
En el primer nivel, además de la puerta, se incluyen doce aberturas de aspillera marcadas en el exterior con tres piezas cerámicas: dos señalan la brecha y la tercera hace de dintel. El segundo nivel tiene cuatro grandes aberturas, originalmente enmarcadas por piezas cerámicas que sobresalían de la pared, actualmente restauradas. Estas aberturas servían posiblemente como balcones para permitir al vigilante una mejor visibilidad. Originalmente, tanto el interior como el exterior de la torre estaban enlucidos. La puerta de entrada se encuentra en el primer nivel, que estaba dotado de un entablado de madera, aspilleras y barbacanas con dinteles de madera.

## Historia
La construcción de la torre se remonta al siglo XVI], debiéndose a las repetidas incursiones piratas desde el Mediterráneo (procedentes de las costas de África). Posiblemente fue construida en época de Felipe II (1527-1598), ya que este había expedido un decreto real con motivo de acrecentar la construcción de torres de vigilancia contra la piratería. Generalmente este tipo de torres se podían comunicar entre ellas, como es el caso de la torre del faro de la Villa Vieja, la torre de Aguja de Pola (Agulla de Pola) o la torre del Gorg Gitano (de la que se han conservado solo los cimientos). Esta torre vigilaba el plano donde se extiende la Tosa moderna y los caminos que, a través de los bosques, conducen a las calas donde solían desembarcar los sarracenos. La torre fue abandonada a finales del siglo XVIII.
A finales del siglo XIX el mal tiempo, culminado por un rayo que impactó en su lado occidental, le dejaron en estado de ruinas.

#### Restauración
En 1997 se llevó a cabo la restauración de la torre, que incluía su consolidación y la reconstrucción de los aleros, levantamiento de las paredes y recuperación de la cubierta y barbacanas. Además fueron construidos accesos de base metálica, instalado un sistema de iluminación y restringido el acceso a su interior.